# 7 (Madness)
7, ook wel Madness 7 genoemd, is het derde studioalbum van de Britse ska-/popband Madness. Het werd op 2 oktober 1981 uitgebracht door Stiff

## Achtergrond

### Opnamen
Het album werd in de zomer van 1981 opgenomen in de Compass Point Studios in Nassau op de Bahama's; uitzondering was de single Grey Day die al in april uitkwam. Alan Winstanley, co-producer naast Clive Langer, onthulde dertig jaar later in het boek Guided Tour of Madness dat de meeste nummers opnieuw waren opgenomen bij terugkeer in Londen. De licht-tropische invloeden waren niet het gevolg van het verblijf in Nassau waar voornamelijk Amerikaanse muziek te horen was.

### Ontvangst
7 ontving vooral lovende recensies en werd bekroond met een vijfde plaats in zowel de Britse als de Nederlandse albumlijst. Madness had het bewijs geleverd meer te zijn dan een stel nutty boys en zou, als gevolg van een uitgebreide Britse tournee, op het volgende album een serieuzere richting inslaan.

## Tracklijst

### Kant A
| Nr. | Titel             | Duur |
| --- | ----------------- | ---- |
| 1.  | Cardiac Arrest    | 2:52 |
| 2.  | Shut Up           | 4:07 |
| 3.  | Sign of the Times | 2:43 |
| 4.  | Missing You       | 2:32 |
| 5.  | Mrs. Hutchinson   | 2:17 |
| 6.  | Tomorrow's Dream  | 3:54 |

### Kant B
| Nr. | Titel             | Duur |
| --- | ----------------- | ---- |
| 7.  | Grey Day          | 3:40 |
| 8.  | Pac-A-Mac         | 2:37 |
| 9.  | Promises Promises | 2:52 |
| 10. | Benny Bullfrog    | 1:51 |
| 11. | When Dawn Arrives | 2:43 |
| 12. | The Opium Eaters  | 3:03 |
| 13. | Day on the Town   | 3:24 |

Op sommige persingen is A Day on the Town vervangen door Never Ask Twice (B-kant van de Shut Up 12-inch single) omdat de tekst beledigend zou zijn naar toeristen; Frankrijk daarentegen koos voor de alternatieve titel A Place in the City. In België werd Never Ask Twice als B-kantloze single gevoegd bij het album, en op de Australische persing kwam daar ook It Must Be Love bij. Deze cover van Labi Siffre verving in Spanje Cardiac Arrest, en in Japan In the City aan het album gevoegd na gebruik aldaar in reclamespots voor het automodel Honda City.
Sommige vroege vinylpersingen hebben afwijkende mixen (met name Mrs. Hutchinson en Day On The Town) die sindsdien in onbruik zijn geraakt.

### Heruitgave 2010
In 2009 en 2010 werden de eerste zeven studioalbums (van One Step Beyond... uit 1979 tot Wonderful uit 1999) heruitgebracht als 2cd met bonustracks.

#### CD 1
1. "Cardiac Arrest"
2. "Shut Up"
3. "Sign Of The Times"
4. "Missing You"
5. "Mrs Hutchinson"
6. "Tomorrow's Dream"
7. "Grey Day"
8. "Pac-a-mac"
9. "Promises Promises"
10. "Benny Bullfrog"
11. "When Dawn Arrives"
12. "The Opium Eaters"
13. "Day On The Town"

Videoclips (Enhanced CD)
1. "Grey Day"
2. "Shut Up"
3. "It Must be Love"
4. "Cardiac Arrest"

#### CD 2
Richard Skinner Sessions
1. "Missing You"
2. "Sign of the Times"
3. "Tiptoes" (McPherson, Barson)

Bonustracks
1. "Memories" (M.W. Barson)  [B-kant van "Grey Day"]
2. "A Town With No Name" (C.J. Foreman)  [B-kant van "Shut Up" single]
3. "Never Ask Twice" (G. McPherson, M. Barson)  [B-kant van "Shut Up" 12" single]
4. "It Must Be Love" (Labi Siffre)  [Single]
5. "Shadow on the House" (C.J. Foreman)  [B-kant van "It Must Be Love"]
6. "In the City" (McPherson, Barson, Smash, Foreman, Crutchfield, Inoue)  [B-kant van "Cardiac Arrest"]
7. "Cardiac Arrest"  [12" Extended Version]
8. "Grey Day" (live)  [Exclusief op de Racket Packet-cassette van NME]